# Nezavisne novine
Nezavisne novine – dziennik wydawany w Bośni i Hercegowinie, założony w 1995 roku. Jego siedziba mieści się w Banja Luce.